# 몬테소리 사건
몬테소리 사건은 몬테소리 교육법에 관한 상표권을 취득한 김석규 한국몬테소리 회장이 아가월드몬테소리에 상표권 침해라고 지적하자 상대측이 상표 등록을 무효시킨 소송이다.